# Брежу-ду-Крус
Брежу-ду-Крус (порт. Brejo do Cruz) — муниципалитет в Бразилии, входит в штат Параиба. Составная часть мезорегиона Сертан штата Параиба. Входит в экономико-статистический микрорегион Католе-ду-Роша. Население составляет 11 492 человека на 2006 год. Занимает площадь 398,917 км². Плотность населения — 28,8 чел./км².

## Статистика
- Валовой внутренний продукт на 2003 год составляет 22 136 121,00 реалов (данные: Бразильский институт географии и статистики).
- Валовой внутренний продукт на душу населения на 2003 год составляет 1897,82 реалов (данные: Бразильский институт географии и статистики).
- Индекс развития человеческого потенциала на 2000 год составляет 0,635 (данные: Программа развития ООН).